# 남강릉 나들목
남강릉 나들목(S.Gangneung IC)은 강원특별자치도 강릉시 구정면 어단리에 설치된 동해고속도로의 34번 교차로이다. 구정면, 강릉시내로 진출할 수 있다.

## 개요
본래 동해고속도로 왕복 4차로 확장 계획 당시에는 포함되지 않았던 나들목이다. 구정면에 설치되어 있기 때문에 구정 나들목이라는 명칭으로도 불렸으며 2004년 11월 24일 강릉 ~ 동해 구간 왕복 4차로 확장 개통 당시 향후 추가 개설을 대비하기 위한 일부 토목 공사만 이루어진 상태였다. 그러나 동해고속도로 강릉 ~ 동해 구간 확장 개통 당시 강릉시에 개설된 나들목은 기존 평면 교차로 수보다 적은 강릉 나들목, 옥계 나들목만 개통되었기 때문에 이 두 나들목으로 교통량이 집중되어 교통혼잡이 우려되자 강릉시에서 조기 개설을 건의하고 나섰다.
2005년 1월 1일 정동진 새해 해맞이 행사가 진행되고 나서 이 우려는 현실로 나타났는데, 정동진과 안인 통일안보공원 등지에 몰렸던 관광객 차량들이 이 곳을 빠져나가기 위해 평소 15분 정도 소요되던 정동진 ~ 강릉시내 이동 시간이 무려 2시간 이상 걸리는 상황이 발생했다. 이 때문에 강릉시에서는 건설교통부가 연결도로만 개설되면 남강릉 나들목을 개설하겠다는 방침을 보이자 조기 개설에 빨리 나설 수 있도록 군도 3호선을 거쳐 국도 7호선에 이르는 나들목 접속도로 4.9km에 대한 토공 및 포장 작업에 나섰다. 그러나 예산 문제로 전 구간 공사 진행이 어렵게 되자 우선 34억원을 들여 접속도로 1.7 km 구간만 개설해 강릉시 구정면 금광리로 통하는 7번 국도와 임시 연결하고 2006년 말까지 남강릉 IC에서 구 고속도로와 연결되는 도로를 완공하기로 했다. 이같은 노력으로 2005년 5월 강릉시는 건설교통부를 방문해 남강릉 나들목 연결 도로 개설 공사 마무리에 필요한 국비 지원을 약속받았으며, 2006년 5월 24일 나들목 개설 공사가 착공되었다.
하지만 우여곡절 끝에 착공된 남강릉 나들목은 접속도로 개설 공사에 필요한 일부 예산이 추경예산에서 삭감되고 공사 일수도 촉박해 2007년 말까지 준공이 어렵게 되자 강릉시에서는 2007년 예산에 이 도로 공사에 최대한 반영하고 안될 경우 지방채까지 발행해서라도 충당하겠다고 밝혔으며, 2007년 2월 강릉시와 건설교통부, 한국도로공사가 긴급 회의를 열어 2007년 말까지 개통하기로 합의했다. 같은 해 10월에는 준공검사를 진행했으며, 12월 20일에 개통했다.

## 연혁
- 2006년 5월 24일 : 나들목 개설 착공[5]
- 2007년 12월 20일 : 나들목 개통[9]

## 구조물 정보
- 위치: 강원특별자치도 강릉시 구정면 어단리
- 영업소: 강원특별자치도 강릉시 구정면 동해고속도로 340

## 접속하는 도로
- 칠성로
- 간접 연결 : 국도 제7호선 (동해대로, 유산교 이용)

## 교통량 정보
| 요금소          | 통행량 (대/일) | 통행량 (대/일) | 통행량 (대/일) | 통행량 (대/일) | 통행량 (대/일) | 통행량 (대/일) | 통행량 (대/일) | 통행량 (대/일) | 통행량 (대/일) | 통행량 (대/일) | 각주   |
| 요금소          | 2001년         | 2002년         | 2003년         | 2004년         | 2005년         | 2006년         | 2007년         | 2008년         | 2009년         | 2010년         | 각주   |
| --------------- | -------------- | -------------- | -------------- | -------------- | -------------- | -------------- | -------------- | -------------- | -------------- | -------------- | ------ |
| 남강릉 (폐쇄식) | 미개통         | 미개통         | 미개통         | 미개통         | 미개통         | 미개통         | 1,001          | 770            | 1,041          | 1,807          | [ 10 ] |
| 요금소          | 2011년         | 2012년         | 2013년         | 2014년         | 2015년         | 2016년         | 2017년         | 2018년         | 2019년         |                | [ 10 ] |
| 남강릉 (폐쇄식) | 1,961          | 2,156          | 2,323          | 2,390          | 2,604          | 2,809          | 3,198          | 3,476          | 3,414          |                | [ 10 ] |